# Jin (Xia)
Jin – 13. władca Chin z dynastii Xia, panujący w latach 1900–1880 p.n.e.